# Ipostenia
L'ipostenia o miastenia è la riduzione della forza muscolare, localizzata in specifiche unità. Può essere causata dall'immobilità, da un'ipercalcemia, da una lesione nervosa periferica o centrale, dall'effetto collaterale di alcune categorie di antidepressivi e dalle miopatie. Si può presentare anche in seguito all'azione della tossina botulinica, prodotta dal Clostridium botulinum.